# Jungfrusundsåsens friluftsområde

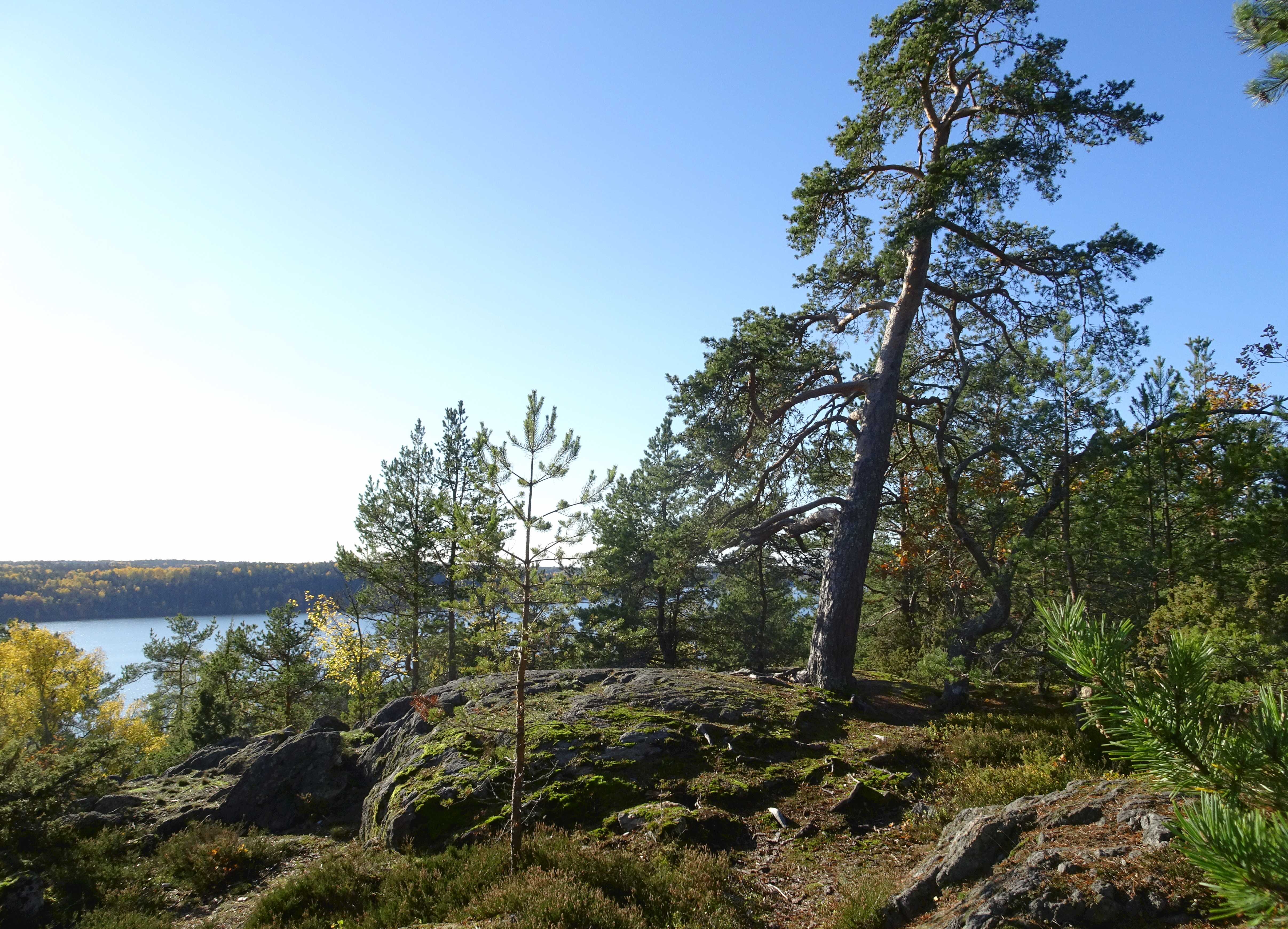
Jungfrusundsåsen, Vikingabergets fornborg, 2017.

Jungfrusundsåsens friluftsområde ligger på sydöstra delen av Ekerön, i Ekerö kommun, Stockholms län. Friluftsområdet invigdes år 2008 och är mest känt genom skidsportanläggningen Ekebyhovsbacken. Det finns planer på att avsätta Jungfrusundsåsen som ett kommunalt naturreservat.

## Allmänt

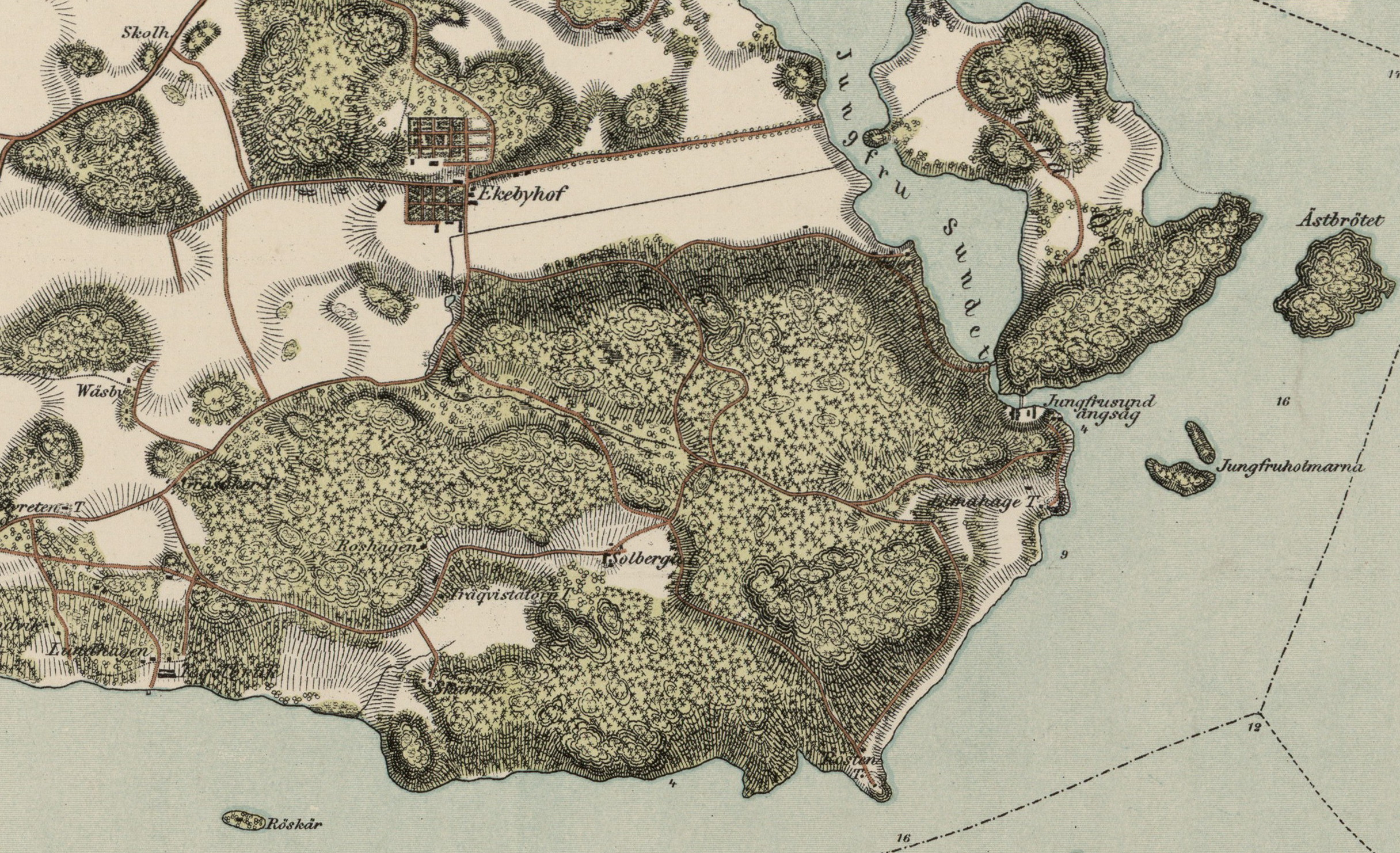
Jungfrusundsåsen, 1861

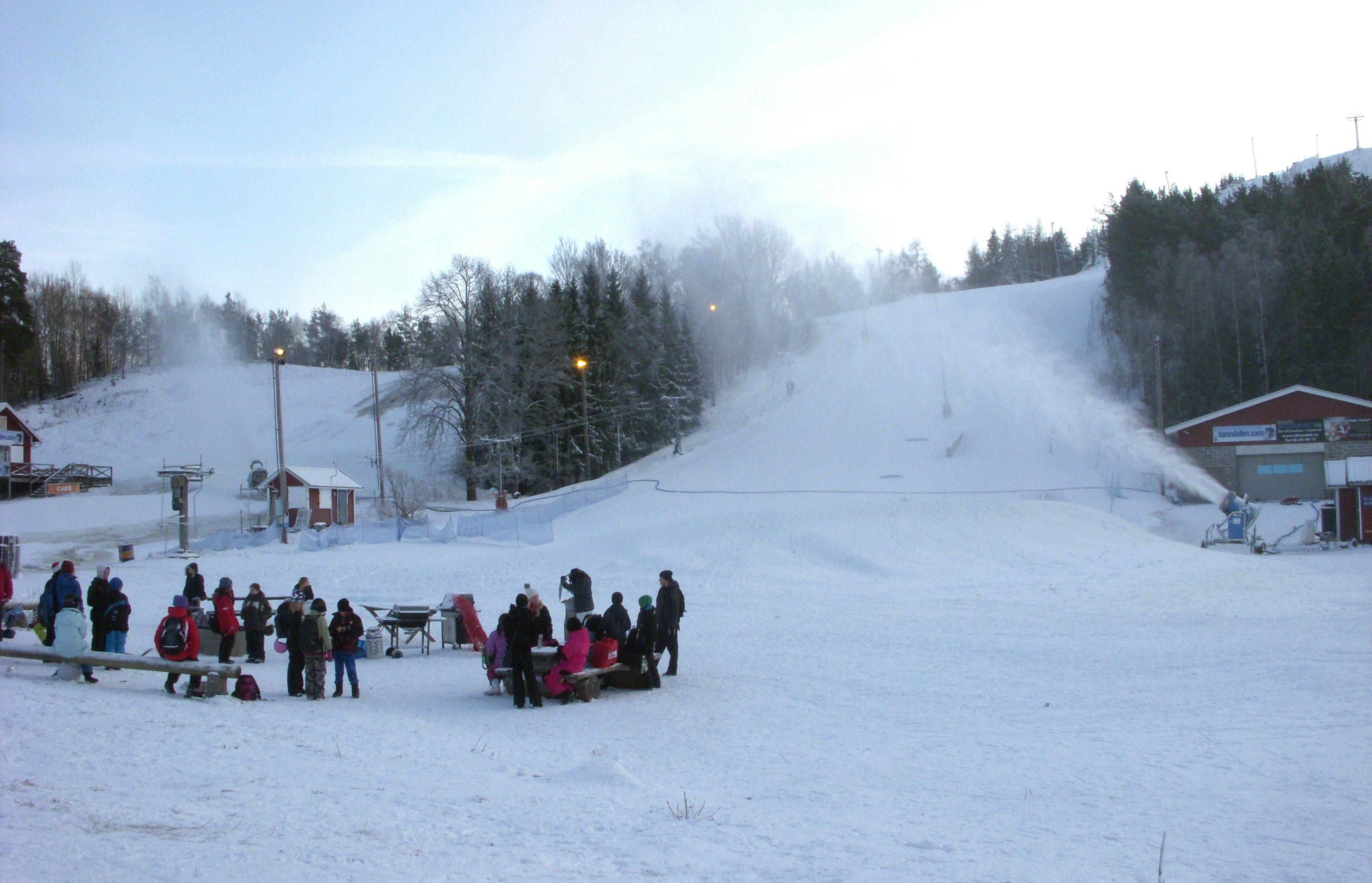
Ekebyhovsbacken, vinter.

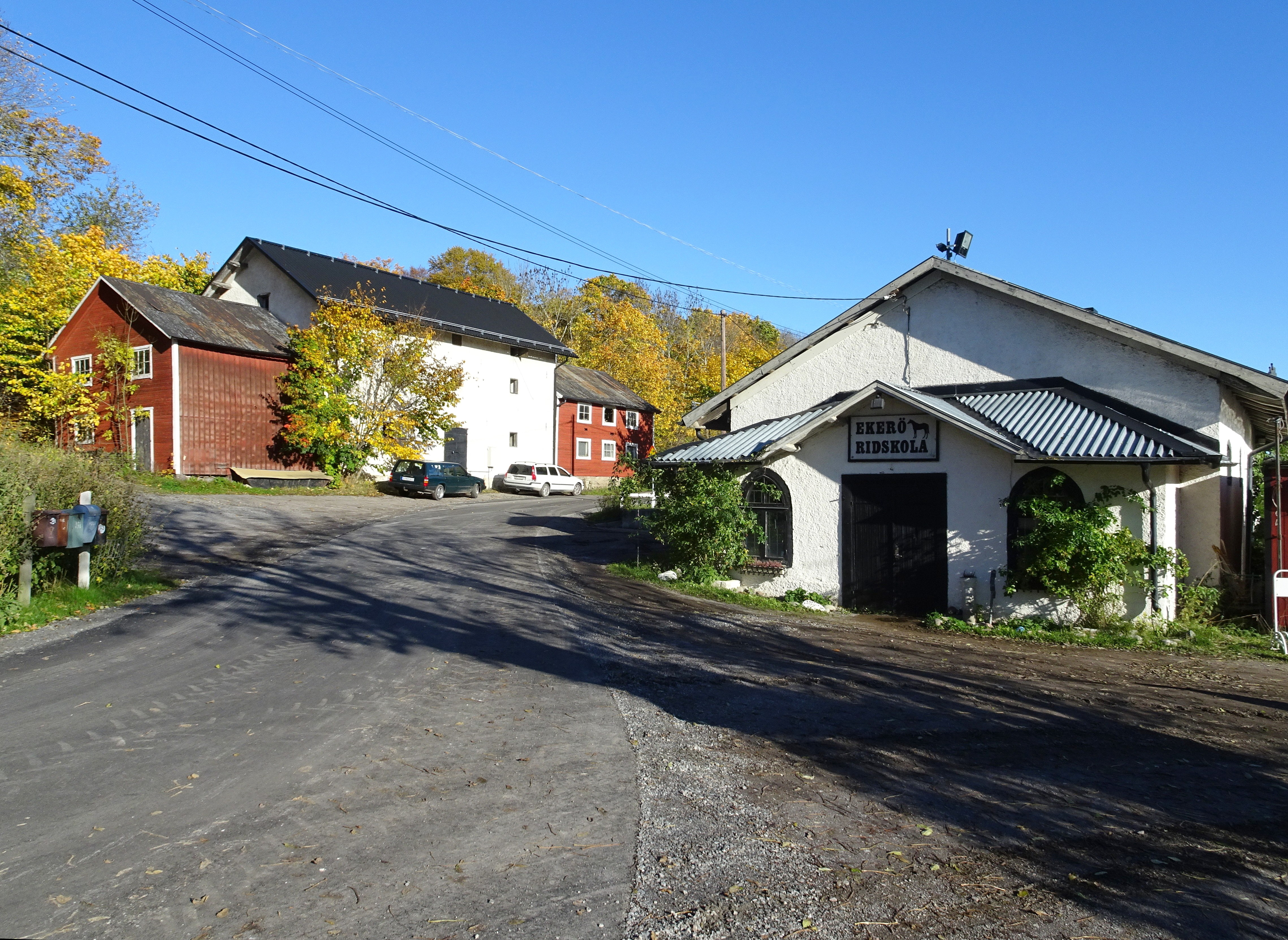
Ekerö ridskolas stall.

Jungfrusundsåsen har sitt namn efter Jungfrusundet som är en del av Vårbyfjärden. I öster ligger Ekeröledens färjeläge och i norr vidtar den långa allén mot Ekebyhovs slott. I väster begränsas området av Träkvistas bebyggelse och i söder av Rödstensfjärden. Genom området sträcker sig Jungfrusundsvägen. 

## Verksamhet
Jungfrusundsåsens friluftsområde invigdes i maj 2008, skidbacken kom dock redan igång på 1980-talet. Området, med en areal om ungefär 2,8 hektar ingick i projektet ”Tätortsnära natur” och finansierades med statliga medel och i samarbete med bland annat föreningslivet och ideella friluftsorganisationer. Området ägs av Ekerö kommun och NCC och drivs tillsammans med Mälarö skid- och orienteringsklubb (MSOK), Mälaröarnas Alpina Skidklubb (MASK), Mälaröarnas Naturskyddsförening (MNF), Friluftsfrämjandet Mälaröarna, Ekerö Bike Park, Mälaröarnas Ridklubb (MÄRK) samt Träkvista Sjöscoutkår. Utöver skidsportanläggningen på Ekebyhovsbacken finns naturstigar, ridstigar och flera elljusspår. Ridverksamhet bedrivs av Ekerö ridskola som har sin anläggning i ett av slottets gamla stall från 1865.

## Naturen
Jungfrusundsåsen är en av de största grusåsarna i östra Svealand, inte bara genom sin mäktighet, utan också genom den stora variationen av ås- och strandformer. Den består av randåsar/åskullar som bildats av vågsvallen från Litorinahavet, Östersjöns föregångare (se även Landhöjningen i Stockholm). Ännu på 1980-talet fanns ett grustag direkt sydost om skidbacken.
Landskapet är ett kuperat skogsområde med flera bergstoppar. Den högsta konstgjorda punkten är Ekebyhovsbacken med knappt 90 meter över Mälaren, medan åsens högsta naturliga punkt är en gnejsbergshäll sydost om torpet Knalleborg som ligger 60 meter över Mälaren. Här finns en stengrund efter en väderkvarn (RAÄ-nummer Ekerö 193:1). Kvarnen är redovisad på kartor över Ekebys ägor från 1699 och 1713.
Området bjuder på hällmarkstallskogar med många gamla tallar och ”pelarsalar” av gran, men också på lövskog och stora ekar. En av dem är den 500 år gamla Ekebyhovseken som står på åkern norr om åsen. Både den och en stor tall i närheten av Vikingaberget i söder är naturminnesmärkta. Tallen består av två sammanväxta stammar och är det enda naturminnesmärkta exemplaret i kommunen. Den har en omkrets på 3,50 meter (i brösthöjd) medan eken mäter knappt 11 meter och är den tredje största i Sverige.

## Fornlämningar
På åsen finns omkring tio fornlämningar som främst utgörs av gravar och gravfält från bronsåldern. I nordväst finns lämningar efter en fossil åker (RAÄ-nummer Ekerö 301) och i sydväst ligger Vikingabergets fornborg (RAÄ-nummer Ekerö 138:1) som erbjuder en vidsträckt utsikt över Rödstensfjärden. Storslagen vy åt alla väderstreck har besökaren även från Ekebyhovsbacken.

## Bilder

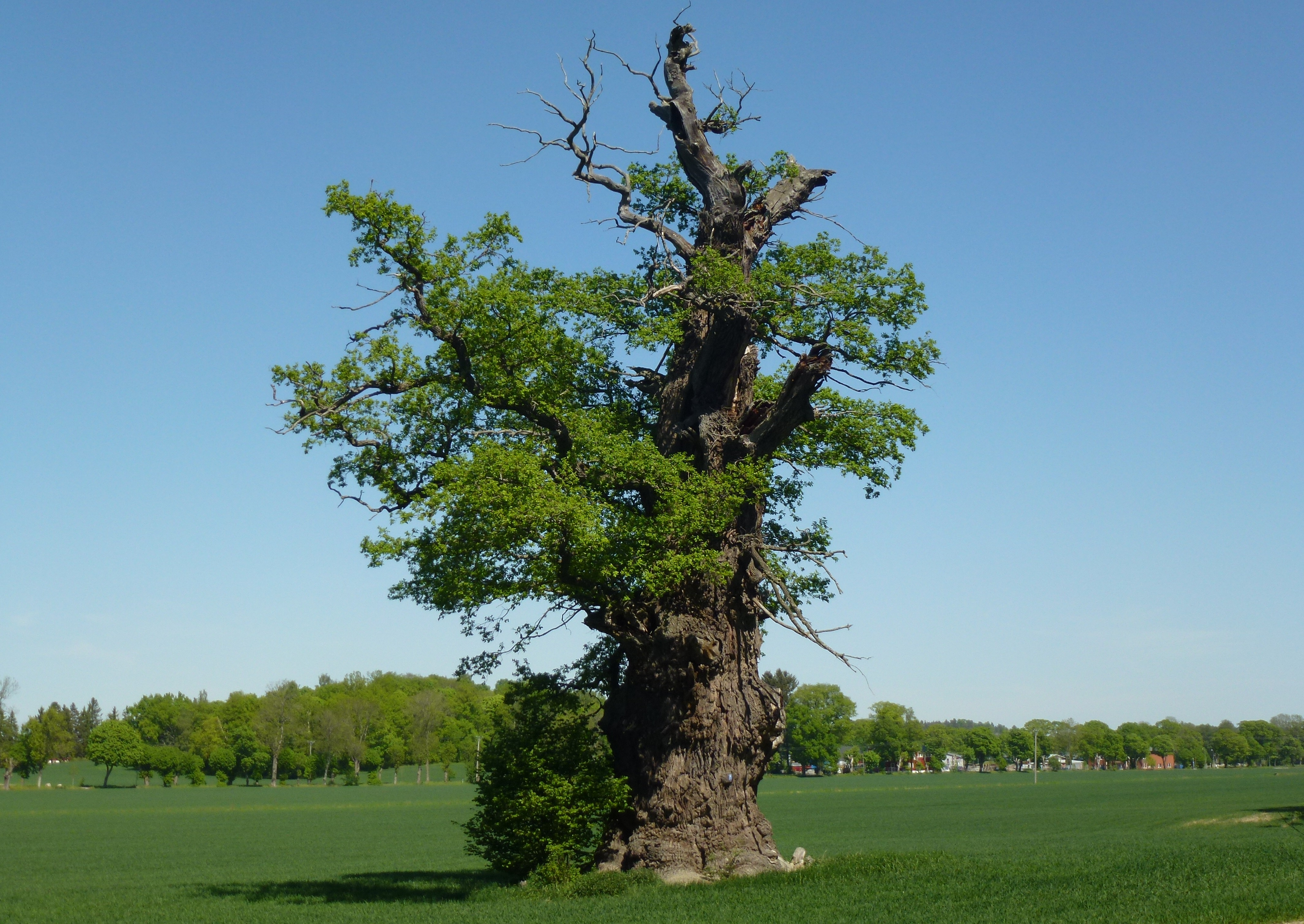
Ekebyhovseken på våren.
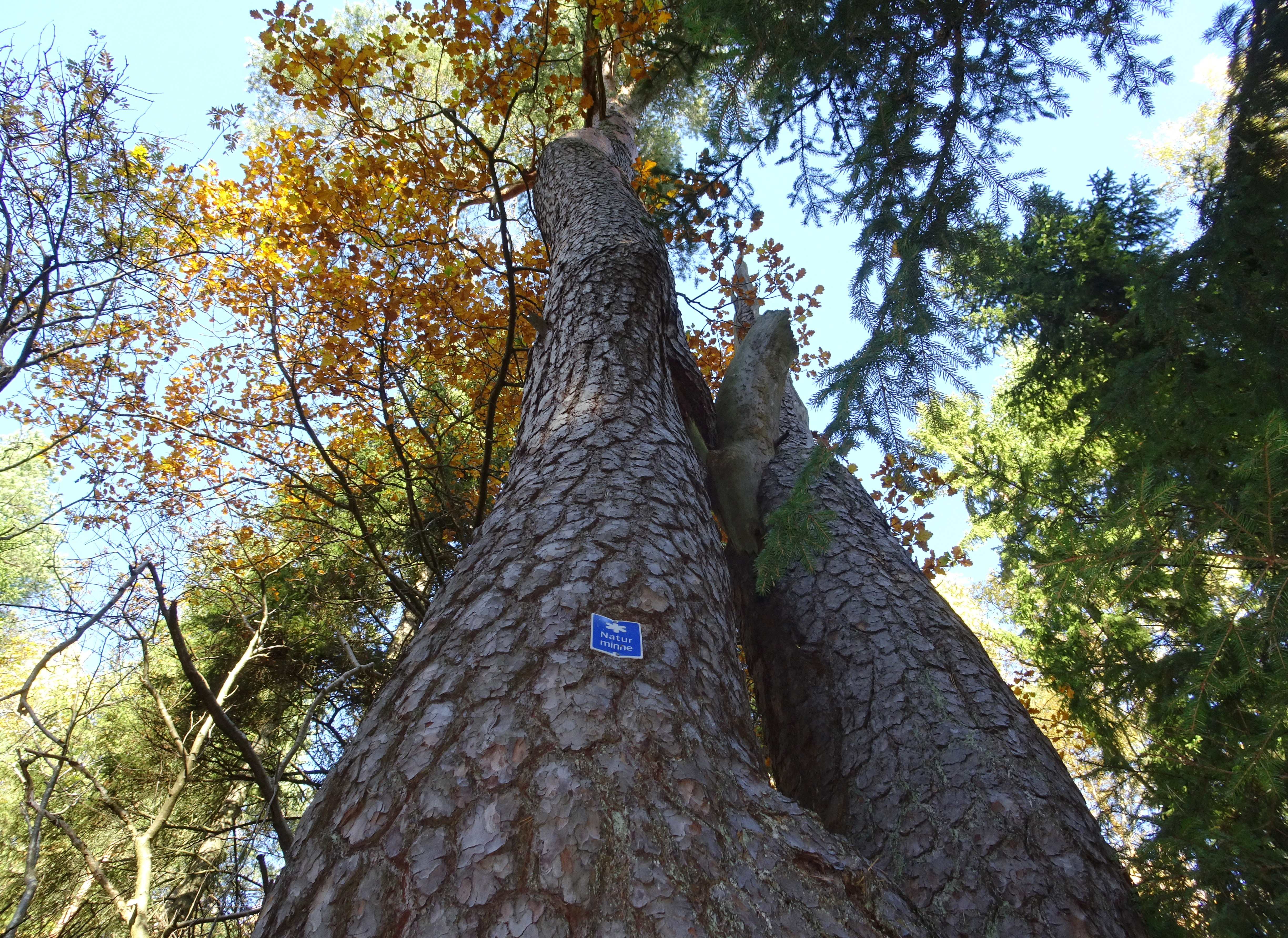
Den naturminnesmärkta tallen.
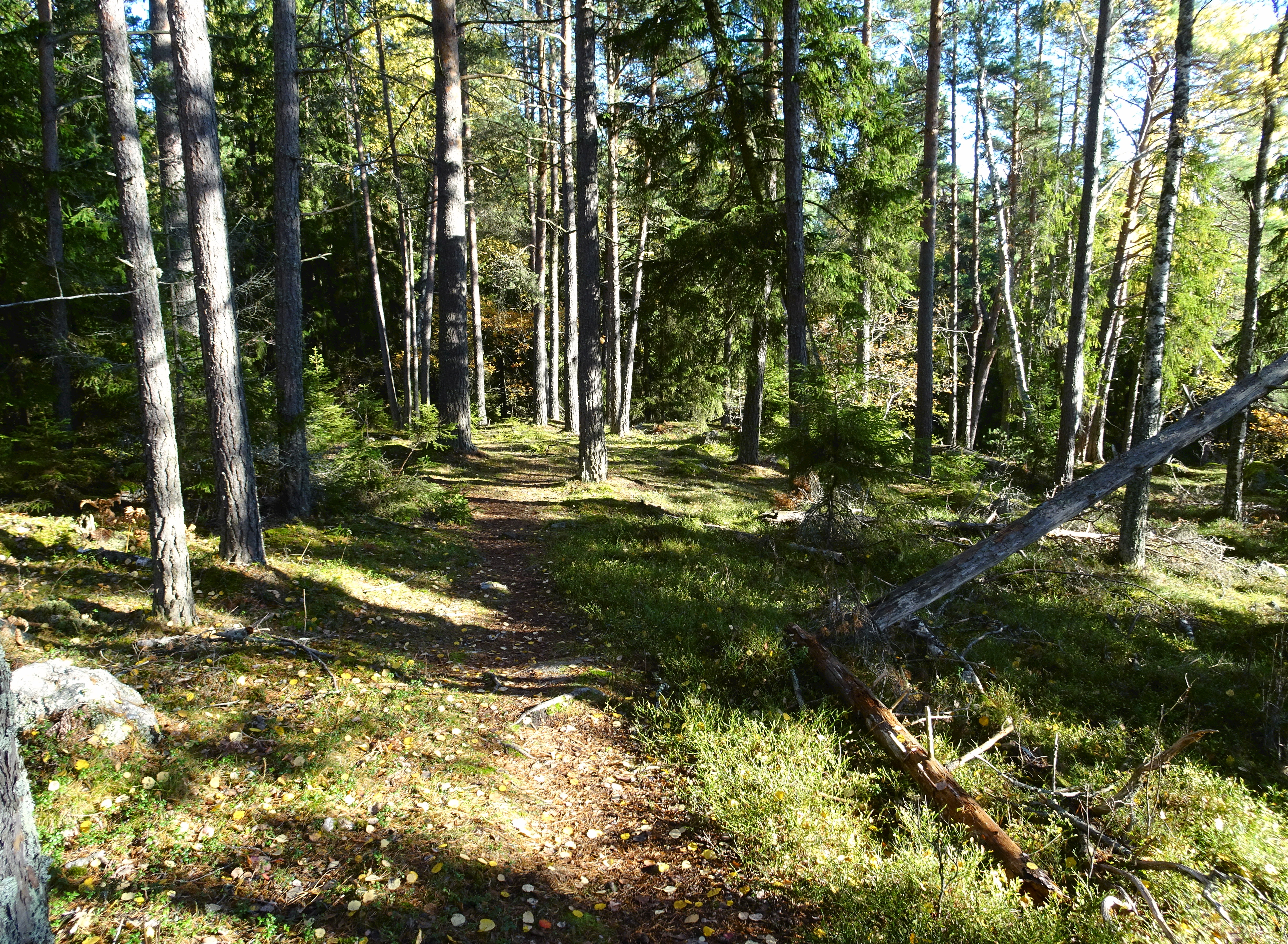
Grön vandringsled i området.
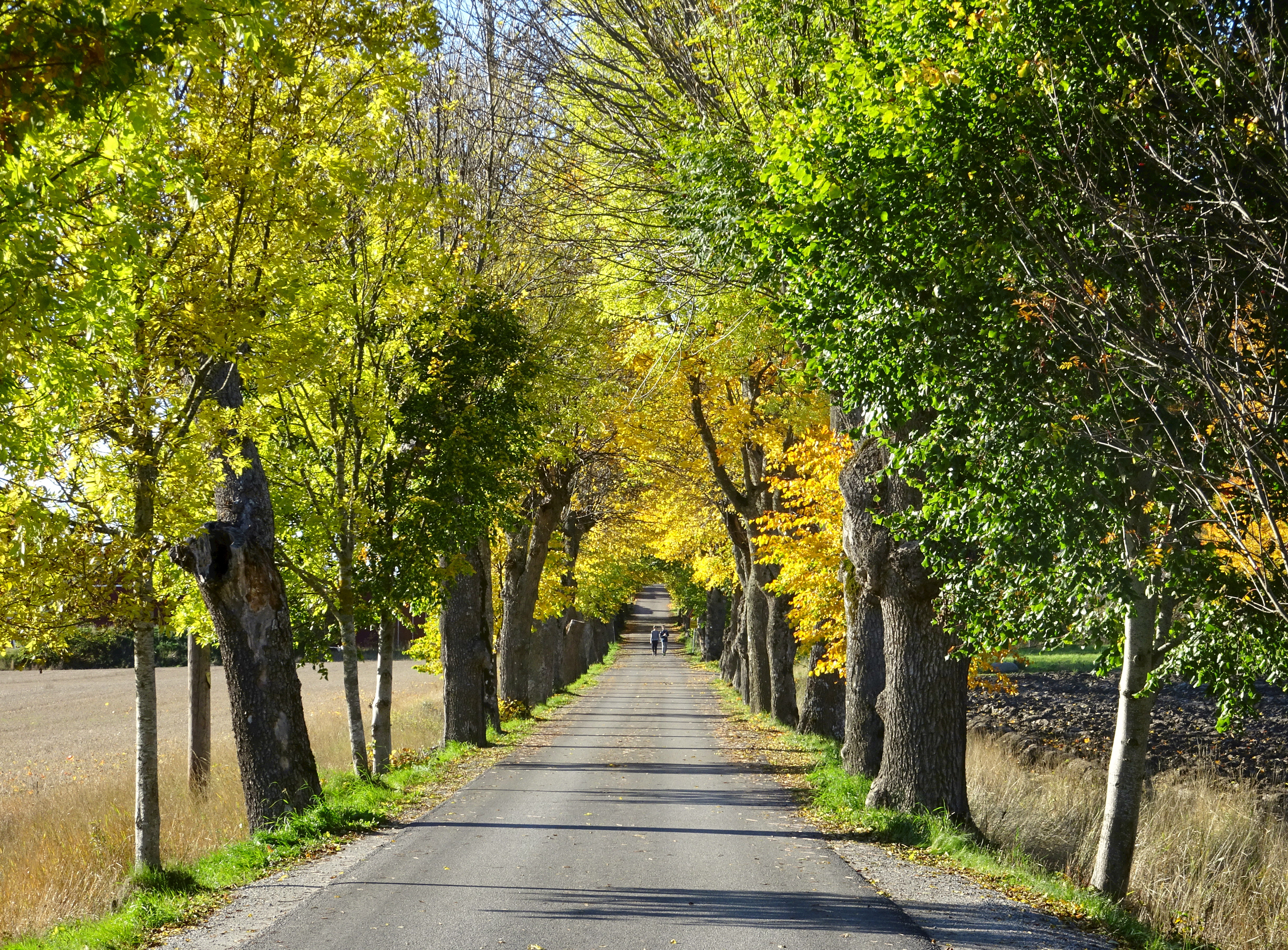
Ekebyhovs allé.
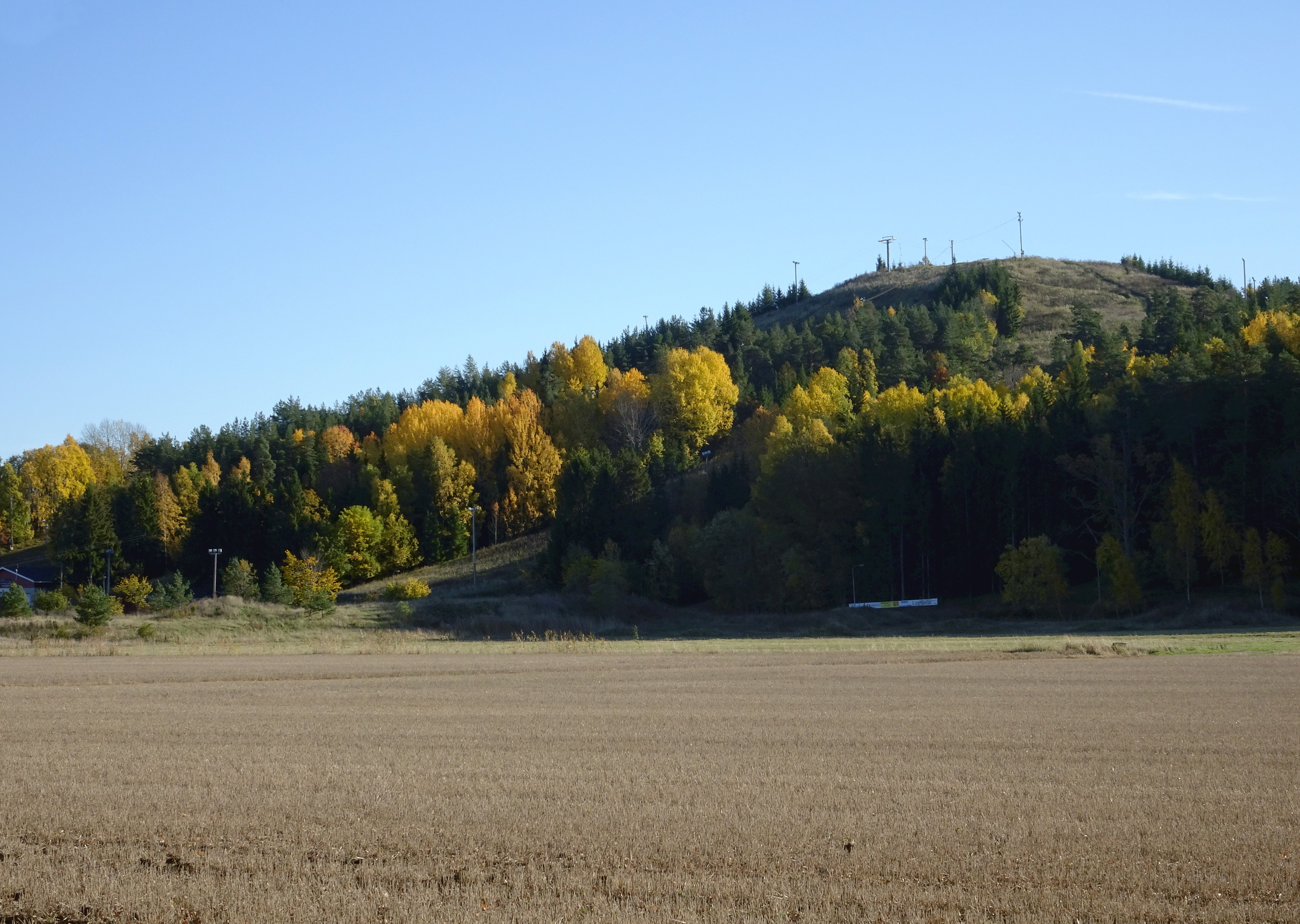
Ekebyhovsbacken på hösten.